# J. B. Smoove
Jerry Angelo Brooks (Észak-Karolina, 1965. december 16. –), ismertebb nevén J. B. Smoove Primetime Emmy-díjas amerikai színész, komikus és író. Miután 1995-ben a Def Comedy Jamben elkezdte pályafutását, az NBC-s Saturday Night Live című műsorának írója és előadója volt (2003-05), és leginkább az HBO-os Félig üres (2007-től napjainkig) és a CBS-s A Miller család című sitcomjában (2013-15) játszott visszatérő szerepeiről ismert.

## Élete
Smoove az észak-karolinai Plymouthban született Floyd és Elizabeth Brooks gyermekeként. Hároméves korától kezdve a New York állambeli Mount Vernonban nőtt fel. Jelentős időt töltött édesanyja plymouth környéki nagycsaládjánál, akikről azt mondta, hogy sok komédiáját ihlették. Mount Vernonban, a Levister Towers lakótelepen nőtt fel két fiatalabb testvérével. Édesapja cukorbetegségben halt meg, amikor Smoove 15 éves volt.
1983-ban Smoove a Mount Vernon Középiskolában végzett. A virginiai Norfolk Állami Egyetemre járt, ahol mérnöki és grafikai  tervezőnek tanult.
Smoove parfümkészítőként dolgozott, és házról házra járva tűzoltó készülékeket árult.

## Magánélete
2007-ben Smoove feleségül vette Shahidah Omar énekesnőt. Együtt élnek Los Angelesben. Van egy felnőtt lánya egy korábbi kapcsolatából. A Jerry Brooks nevet "J. B.-re" rövidítette, és a "Smoove"-ot adta hozzá vezetéknévként, amikor stand-up comedy-t kezdett játszani. Kedveli a New York Knicks, a New York Yankees és a New York Jets csapatát.

## Filmográfia

### Filmek

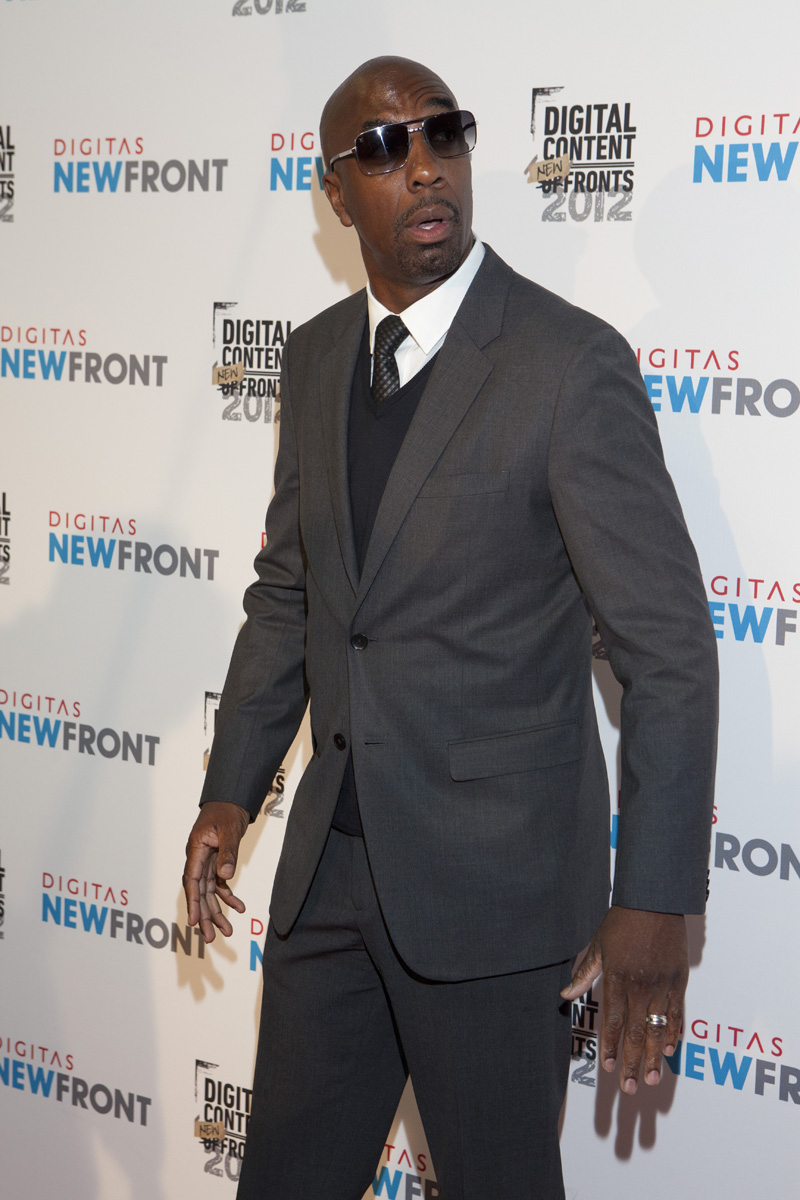
2012-ben

| Év   | Magyar cím             | Eredeti cím               | Szerep                | Magyar hang          |
| ---- | ---------------------- | ------------------------- | --------------------- | -------------------- |
| 1997 |                        | Lesser Prophets           | Chucky                |                      |
| 1998 |                        | Tomorrow Night            | Mel the Mailman       |                      |
| 2001 | Pootie Tang            | Pootie Tang               | Trucky                | Csík Csaba Krisztián |
| 2002 | A kismenő              | Mr. Deeds                 | Reuben                | Welker Gábor         |
| 2003 |                        | With or Without You       | Darnell               |                      |
| 2003 |                        | The Watermelon Heist      | Numbers               |                      |
| 2004 |                        | Gas                       | Ignatius              |                      |
| 2009 |                        | Frankenhood               | Leon                  |                      |
| 2010 |                        | Hurricane Season          | Team Bus Driver       |                      |
| 2010 | Párterápia             | Date Night                | Cabbie                | Kerekes József       |
| 2011 | Elhajlási engedély     | Hall Pass                 | Flats                 | Zöld Csaba           |
| 2011 | Az igazi kaland        | We Bought a Zoo           | Mr. Stevens           | Scherer Péter        |
| 2011 | A bébisintér           | The Sitter                | Julio                 | Barabás Kiss Zoltán  |
| 2012 | Gondolkozz pasiaggyal! | Think Like a Man          | Csapos                |                      |
| 2012 | A diktátor             | The Dictator              | Temetési jegyszedő    | Galambos Péter       |
| 2013 | Movie 43: Botrányfilm  | Movie 43                  | Larry                 | Pál Tamás            |
| 2013 | Hátborzongat-Lak       | A Haunted House           | Kisha apja            |                      |
| 2013 |                        | Dealin' with Idiots       | Ted edző              |                      |
| 2013 | Hupikék törpikék 2.    | The Smurfs 2              | Haxi (hangja)         | Kerekes József       |
| 2013 | Előzmények törlése     | Clear History             | Jaspar                | Nagypál Gábor        |
| 2014 | Menyasszony kerestetik | Search Party              | Berk                  |                      |
| 2014 | Az öt kedvenc          | Top Five                  | Silk                  | Sótonyi Gábor        |
| 2015 | Hell és Back           | Hell and Back             | Sal, a démon (hangja) |                      |
| 2016 | Birkanyírás 3.         | Barbershop: The Next Cut  | stoppos               |                      |
| 2016 |                        | Almost Christmas          | Lonnie                |                      |
| 2017 |                        | The Polka King            | Ron Edwards           |                      |
| 2018 |                        | Uncle Drew                | Angelo                |                      |
| 2019 | Pókember: Idegenben    | Spider-Man: Far From Home | Julius Dell           | Bognár Tamás         |
| 2019 |                        | The Jesus Rolls           | A szerelő             |                      |
| 2021 |                        | On the Count of Three     | Lyndell               |                      |
| 2021 | Pókember: Nincs hazaút | Spider-Man: No Way Home   | Julius Dell           | Bognár Tamás         |

### Televízió
| Év         | Magyar cím                       | Eredeti cím                      | Szerep                           | Megjegyzések                                                                    |
| ---------- | -------------------------------- | -------------------------------- | -------------------------------- | ------------------------------------------------------------------------------- |
| 1995       |                                  | Def Comedy Jam                   | önmaga                           | 1 epizód                                                                        |
| 1998       | Esküdt ellenségek                | Law & Order                      | Levon                            | 1 epizód                                                                        |
| 2002–2003  |                                  | Cedric the Entertainer Presents  | különböző karakterek             | főszereplő                                                                      |
| 2003       |                                  | Ed                               | Alvin                            | 1 epizód                                                                        |
| 2003–2005  |                                  | Saturday Night Live              | önmaga                           | több epizód                                                                     |
| 2004–2013  |                                  | Jimmy Kimmel Live!               | önmaga                           | mellékszereplő                                                                  |
| 2005       |                                  | Ego Trip's Race-O-Rama           | önmaga                           | doku-film                                                                       |
| 2007–2008  |                                  | Everybody Hates Chris            | Manny                            | mellékszereplő                                                                  |
| 2007–2011  |                                  | Comics Unleashed                 | önmaga                           | 3 epizód                                                                        |
| 2007–2024  | Félig üres                       | Curb Your Enthusiasm             | Leon Black                       | mellékszereplő (6–8. évad) főszereplő (9. évadtól) magyar hangja Dolmány Attila |
| 2008       |                                  | Carpoolers                       | Parkoló felügyelő                | 1 epizód                                                                        |
| 2008       |                                  | The Gong Show with Dave Attell   | önmaga                           | 4 epizód                                                                        |
| 2008       |                                  | Talkshow with Spike Feresten     | önmaga                           | 1 epizód                                                                        |
| 2008–2010  | Míg a halál el nem válasz        | 'Til Death                       | Kenny Westchester                | főszereplő magyar hangja Schnell Ádám                                           |
| 2008–2013  |                                  | The Tonight Show with Jay Leno   | önmaga                           | mellékszereplő                                                                  |
| 2009       |                                  | The Wanda Sykes Show             | önmaga                           | 1 epizód                                                                        |
| 2009       | Castle                           | Castle                           | Norman Jessup                    | 1 epizód magyar hangja Papp Dániel                                              |
| 2009–2021  | Amerikai fater                   | American Dad!                    | különböző karakterek (hang)      | 6 epizód                                                                        |
| 2010       | Topmodell leszek!                | America's Next Top Model         | önmaga                           | 1 epizód                                                                        |
| 2010       |                                  | Glenn Martin DDS                 | Curtis (hang)                    | 1 epizód                                                                        |
| 2010       |                                  | The Bonnie Hunt Show             | önmaga                           | 1 epizód                                                                        |
| 2010       |                                  | Late Night with Jimmy Fallon     | önmaga                           | 1 epizód                                                                        |
| 2010       |                                  | Lopez Tonight                    | önmaga                           | 1 epizód                                                                        |
| 2011       |                                  | The Marriage Ref                 | önmaga                           | 1 epizód                                                                        |
| 2011       | A Simpson család                 | The Simpsons                     | DJ Kwanzaa (hang)                | 1 epizód                                                                        |
| 2011       |                                  | In the Flow with Affion Crockett | iDaddy                           | 1 epizód                                                                        |
| 2011–2017  |                                  | Conan                            | önmaga                           | mellékszereplő                                                                  |
| 2012, 2014 |                                  | Last Call with Carson Daly       | önmaga                           | 2 epizód                                                                        |
| 2012       |                                  | Watch What Happens: Live         | önmaga                           | 1 epizód                                                                        |
| 2012       |                                  | Black Dynamite                   | Kurtis béka, barom Kurtis (hang) | 2 epizód                                                                        |
| 2012       |                                  | Bent                             | Clem                             | főszereplő                                                                      |
| 2012       |                                  | Louie                            | sírásó                           | 1 epizód                                                                        |
| 2012       |                                  | Robot Chicken                    | B. A. Baracus őrmester (hang)    | 1 epizód                                                                        |
| 2012       | A liga                           | The League                       | DeRon                            | 1 epizód                                                                        |
| 2012–2013  |                                  | The Burn with Jeff Ross          | önmaga                           | 2 epizód                                                                        |
| 2012–2015  |                                  | The Wendy Williams Show          | önmaga                           | 4 epizód                                                                        |
| 2013       |                                  | Four Courses with JB Smoove      | önmaga                           | műsorvezető                                                                     |
| 2013       |                                  | Kroll Show                       | kosárlabda játékos               | 1 epizód                                                                        |
| 2013       | Lángoló Chicago                  | Chicago Fire                     | Pruitőrmester                    | 1 epizód                                                                        |
| 2013       |                                  | The Arsenio Hall Show            | önmaga                           | 2 epizód                                                                        |
| 2013       |                                  | The Talk                         | önmaga                           | 1 epizód                                                                        |
| 2013       |                                  | Katie                            | önmaga                           | 1 epizód                                                                        |
| 2013–2015  | A Miller család                  | The Millers                      | Ray                              | főszereplő magyar hangja Seder Gábor                                            |
| 2013–2016  |                                  | Real Husbands of Hollywood       | önmaga                           | főszereplő                                                                      |
| 2014       | Bűnös Chicago                    | Chicago P.D.                     | Pruit őrmester                   | 1 epizód                                                                        |
| 2014       |                                  | Last Comic Standing              | önmaga                           | műsorvezető                                                                     |
| 2014, 2016 |                                  | Talking Dead                     | önmaga                           | 2 epizód                                                                        |
| 2014–2017  | Tini Nindzsa Teknőcök            | Teenage Mutant Ninja Turtles     | Anton Zeck / Bebop (hang)        | főszereplő magyar hangja Fekete Zoltán                                          |
| 2015       |                                  | The Soul Man                     | Terrell                          | 1 epizód                                                                        |
| 2015–2016  | Amerika Huangjai                 | Fresh Off the Boat               | Barry                            | 2 epizód                                                                        |
| 2016       |                                  | Epic Rap Battles of History      | Frederick Douglass               | 1 epizód                                                                        |
| 2016       |                                  | Match Game                       | önmaga                           | 2 epizód                                                                        |
| 2016       |                                  | Transparent                      | Porter                           | 1 epizód                                                                        |
| 2016       |                                  | Chopped Junior                   | önmaga                           | 1 epizód                                                                        |
| 2016–2017  | Családom, darabokban             | Life in Pieces                   | Darryl                           | 2 epizód                                                                        |
| 2018       |                                  | Desus & Mero                     | önmaga                           | 1 epizód                                                                        |
| 2018       | Új csaj                          | New Girl                         | Van Bishop                       | 1 epizód                                                                        |
| 2018–2019  | Hárman a Földön: Arcadia meséi   | 3Below: Tales of Arcadia         | Phil (hang)                      | 10 epizód                                                                       |
| 2019       | Gordon Ramsay – A pokol konyhája | Hell's Kitchen                   | önmaga                           | 1 epizód                                                                        |
| 2019       |                                  | The Masked Singer                | önmaga                           | 1 epizód                                                                        |
| 2020       |                                  | The Last O.G.                    | Carl                             | 4 epizód                                                                        |
| 2020       |                                  | Mapleworth Murders               | Billy Bills séf                  | 9 epizód                                                                        |
| 2020       |                                  | Woke                             | Marker                           | 8 epizód                                                                        |
| 2021       |                                  | Crank Yankers                    | Philip Johnson (hang)            | 2 epizód                                                                        |
| 2021–      | Fairfax                          | Fairfax                          | Quattro (hang)                   | mellékszereplő magyar hangja Törköly Levente                                    |

### Videójátékok
| Év   | Cím                                        | Szerep                   |
| ---- | ------------------------------------------ | ------------------------ |
| 2013 | Grand Theft Auto V                         | Dr. Ray De Angelo Harris |
| 2016 | Teenage Mutant Ninja Turtles: Portal Power | Bebop                    |

## Fordítás
- Ez a szócikk részben vagy egészben  a   J. B. Smoove című angol Wikipédia-szócikk fordításán alapul.  Az eredeti cikk szerkesztőit annak laptörténete sorolja fel. Ez a jelzés csupán a megfogalmazás eredetét és a szerzői jogokat jelzi, nem szolgál a cikkben szereplő információk forrásmegjelöléseként.